# Otoglossum brevifolium
Otoglossum brevifolium är en orkidéart som först beskrevs av John Lindley, och fick sitt nu gällande namn av Leslie Andrew Garay och Galfrid Clement Keyworth Dunsterville. Otoglossum brevifolium ingår i släktet Otoglossum och familjen orkidéer. Inga underarter finns listade i Catalogue of Life.

## Bildgalleri

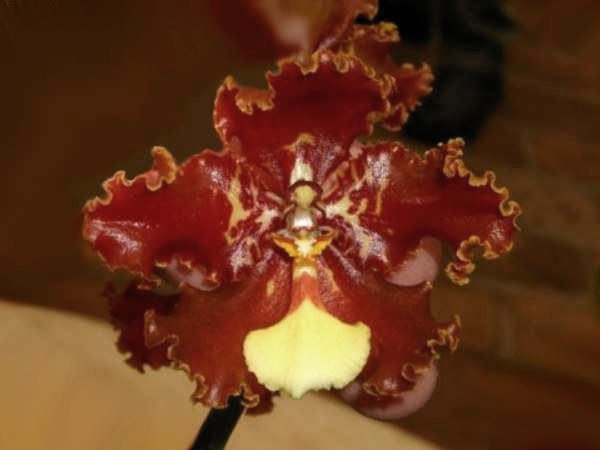